# Krönsborg
Krönsborg är en borgruin på en udde i sjön Krön i Södra Vi socken, Vimmerby kommun.
Krönsborg är antagligen identiskt med det Refsholm där väpnaren Harald Karlsson (Stubbe) skrev ett brev 1373. Harald Karlsson hade ett stort godsinnehav i omgivningarna. Borgen undersöktes arkeologiskt 1991–94. Udden där borgen är belägen skiljs från fastlandet av en våtmark, över vilken en 150 meter lång bro lett till fastlandet. På udden har minst fyra byggnader legat. En mångkantig grund av sten och lera har tolkats som fundamentet till ett trätorn. Även övriga byggnader har troligen varit i trä. Vid undersökningen påträffades armborstskäktor, delar till hästutrustning och ringbrynjor samt ett mynt präglat 1354–75. Bron från udden till fastlandet har dendrokronologisk daterats till mellan 1376 och 1388. Borgen har förstörts av brand.
Bara 300 meter sydväst om Krönsborg ligger "Ivars udde". Här finns ett större vallgravsomgärdat område. Lokala sägner berättar att två stridande styrkor legat här, en i borgen och en på Ivars udde. Anläggningen skulle kunna vara en belägringsskans, men utan vidare undersökning kan det bara ses som ett antagande.